# Saint-Brisson
Saint-Brisson là một xã của tỉnh Nièvre, thuộc vùng Bourgogne-Franche-Comté, miền trung nước Pháp.

## Points of interest
- Herbularium du Morvan